# گریگوری دزوارت
گریگوری دزوارت (انگلیسی: Grégory Deswarte؛ زادهٔ ۲۲ ژوئن ۱۹۷۶) بازیکن فوتبال اهل فرانسه است.